# 杨波 (1946年)
杨波（1946年—），男，汉族，江苏睢宁人，中华人民共和国政治人物，曾任国家广电总局党组成员、中央人民广播电台台长，第十一届全国政协委员。

## 生平
1970年毕业于中国科学技术大学。2008年，当选第十一届全国政协委员，代表新闻出版界，分入第四十四组。并担任文史和学习委员会专委。